# Tom Wood

a Compétitions nationales et continentales officielles uniquement.

b Matchs officiels uniquement.
Dernière mise à jour le 7 août 2023.
Thomas Andrew Wood dit Tom Wood, né le 3 novembre 1986 à Coventry, est un joueur anglais de rugby à XV évoluant au poste de troisième ligne aile. Il évolue depuis 2010 dans le club des Northampton Saints et joue également en équipe d'Angleterre.

## Biographie
Tom Wood naît à Coventry et commence le rugby à XV dans le club local du Barkers Butts avant de rejoindre l'académie des Worcester Warriors. Puis, il part faire un séjour en Nouvelle-Zélande où il joue avec les juniors de North Otago. À son retour, il intègre l'équipe première des Warriors et débute dans le championnat anglais lors de la saison 2007-2008. Il joue également en Challenge européen mais ne dispute pas la finale perdue par son club contre Bath. Il reste les deux saisons suivantes avec Worcester qui est relégué en deuxième division à la fin de la saison 2009-2010. Il quitte alors le club et signe avec les Northampton Saints. Il découvre alors la Coupe d'Europe et pour sa première participation, il atteint la finale de la compétition mais les Saints s'inclinent 33-22 en finale contre la province irlandaise du Leinster qui fait un retour incroyable en seconde période alors que les Anglais mènent 22 à 6 à la mi-temps. En janvier 2011, Martin Johnson fait appel à lui en équipe d'Angleterre pour le Tournoi des Six Nations pour pallier les absences de Tom Croft, Lewis Moody et Courtney Lawes. Il honore sa première sélection en tant que titulaire lors du premier match contre le pays de Galles. Johnson, satisfait de sa performance, le reconduit pour la suite de la compétition. Wood et l'Angleterre remportent le Tournoi mais sans réaliser le Grand Chelem puisqu'ils perdent le dernier match contre les Irlandais. En championnat, les Saints terminent quatrièmes du classement et affrontent en demi-finale les tenants du titre des Leicester Tigers. Mais les joueurs de Leicester les éliminent en disposant d'eux sur le score de 11 à 3. Au mois de mai, Wood est récompensé de très bonne saison en recevant le Premiership player of the season award décerné par la Premier Rugby Limited.
Au mois d'août, il dispute les deux matchs de préparation à la Coupe du monde contre le pays de Galles. Le 22 août, il est retenu par Martin Johnson dans la liste des trente joueurs qui participent à la coupe du monde. 

## Palmarès

### En club
- Finaliste du Challenge européen en 2008
- Finaliste de la Coupe d'Europe en 2011

### En équipe nationale
- Vainqueur du Tournoi des Six Nations en 2011

## Statistiques

### En club
Tom Wood passe trois saisons avec les Worcester Warriors de 2007 à 2010 avec qui il dispute 64 matchs et marque cinq essais toutes compétitions confondues, dont treize matchs et deux essais en Challenge européen. Depuis 2011, il évolue avec les Northampton Saints et dispute un total de 22 matchs pour un essai inscrit.

### En équipe nationale
De 2011 à 2017, Tom Wood dispute 50 matchs avec l'équipe d'Angleterre, dont 38 en tant que titulaire. Il participe à quatre éditions du Tournoi des Six Nations, en 2011, 2013, 2014, 2015 et 2017.
Il dispute deux éditions de la Coupe du monde. En 2011, il dispute deux rencontres, face à la Géorgie et la Roumanie. En 2015, il obtient quatre sélections, contre les Fidji, le pays de Galles, l'Australie et l'Uruguay.